# Olesa de Montserrat (ort)
Olesa de Montserrat är en ort i Spanien.   Den ligger i provinsen Província de Barcelona och regionen Katalonien, i den östra delen av landet, 500 km öster om huvudstaden Madrid. Olesa de Montserrat ligger 116 meter över havet och antalet invånare är 23 301.
Terrängen runt Olesa de Montserrat är varierad. Runt Olesa de Montserrat är det tätbefolkat, med 613 invånare per kvadratkilometer. Närmaste större samhälle är Terrassa, 10,5 km öster om Olesa de Montserrat. 